# Drăgușeni, Iași
Drăgușeni este satul de reședință al comunei cu același nume din județul Iași, Moldova, România.

## Istorie
Încă de la sfârșitul secolului XVIII, satul Drăgușeni făcea parte din moșia marelui vornic al Țării de Sus Iordache Râșcanu care în anul 1815 a ctitorit biserica „Sfântul Gheorghe” din cimitirul satului. La sfârșitul secolului XIX, satul făcea parte din plasa Fundurile a județului Vaslui și era formată din satele Drăgușeni, Crăciunești, Tatomirești și Șcheia de Jos, având în total 1528 de locuitori.
Anuarul Socec din 1925 consemnează satul Drăgușeni în plasa Negrești a aceluiași județ (preluat de la comuna vecină Parpanița, Gura Văii, Rătenii Cuzei și Tatomirești.
Satul Drăgușeni a rămas moșia [[Familia Râșcanu|familiei Râșcanu până la exproprierile făcute de comuniști în anii 1949-1950.
În 1950, satul făcând parte din comuna Drăgușeni, a trecut în administrarea raionului Negrești din regiunea Iași. În 1968, comuna a fost transferată la județul Iași și desființată, satele ei actuale (Drăgușeni și Frenciugi) trecând la comuna Șcheia. Cele două sate s-au separat din nou în 2004, formând comuna în alcătuirea ei actuală.

## Legături externe
Materiale media legate de Drăgușeni la Wikimedia Commons
1. ↑  Gheorghe Ghibănescu, „Surete și Izvoade”, volumul X, tipografia „Dacia”, Iași, 1915, pag. 378
2. ↑  Lahovari, George Ioan (1900). „Drăgușeni, com. rur., în partea de N.-E. a plășei Fundurile” (PDF). Marele Dicționar Geografic al Romîniei. 3. București: Stab. grafic J. V. Socecu. p. 249.
3. ↑  „Comuna Drăgușeni în Anuarul Socec al României-mari”. Biblioteca Congresului SUA. Accesat în 16 mai 2014.
4. ↑  Iurie Colesnic, „Basarabia necunoscută", vol.4, editura „Museum", Chișinău, 2002
5. ↑  „Legea nr. 3/1968”. Lege-online.ro. Accesat în 16 mai 2014.
6. ↑  „Legea nr. 2/1968”. Monitoruljuridic.ro. Accesat în 16 mai 2014.
7. ↑  „Legea nr. 84/2004 pentru înființarea unor comune”. Lege5.ro. Accesat în 16 mai 2014.